# TGV 001

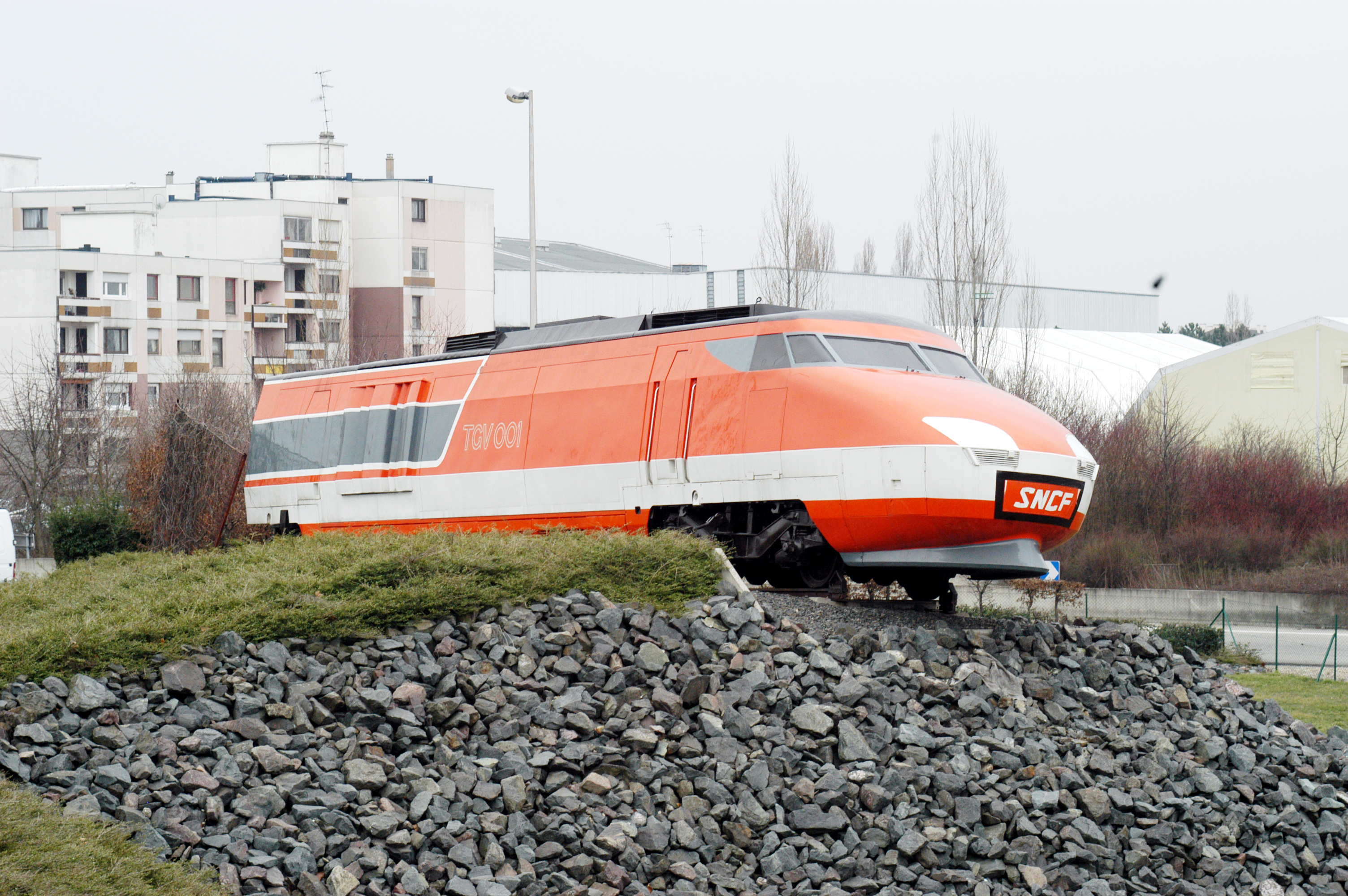
TGV 001

A TGV 001 a TGV nagysebességű motorvonatok prototípusa volt.

## Története
Az eredeti elképzelések szerint a TGV (eredeti nevén très grande vitesse azaz nagyon nagy sebesség vagy turbine grande vitesse, azaz nagy sebességű turbina) szerelvényeket gázturbinás villanymozdonyok vontatták volna. A gázturbinákra a kis méretük, valamint a kiváló teljesítmény/motorsúly arány miatt esett a választás. Az első prototípus, a TGV 001 volt, az egyetlen szerelvény, mely így épült meg. Az 1973-as olajválság miatt (a kőolaj és gáz árának gyors növekedése) azonban gazdaságtalanná vált a projekt, ezért az elektromos meghajtású szerelvények megépítése mellett döntöttek, hiszen a villanyáramot gazdaságosabb feltételek mellett tudták biztosítani a franciaországi atomerőművek.
A TGV 001 azonban értékes prototípusnak bizonyult, hiszen a gázturbinás meghajtás mellett fék és aerodinamikai kísérleteket is végeztek rajta. A szerelvény két kocsiból állt, közös forgóvázzal. Legnagyobb sebessége 318 km/h óra volt és ezzel mai napig rekorder a nem-villanymeghajtású vonatok körében. A vázának formáját Jack Cooper brit tervező alkotta meg, ez nagyrészt visszatükröződik a későbbi TGV szerelvények formájában is.
Az első elektromos meghajtású prototípus, a Zébulon 1974-re készült el az új motor-típus, áramszedők, váz és fékrendszer tesztelésére. A prototípus közel 1 000 000 km hosszú tesztjáratot tett meg.
A sorozatgyártás megindítása előtt még két tesz-szerelvényt állítottak üzembe (Patrick és Sophie), melyek vizsgálata során jelentősen módosultak az eredeti tervek.